# Claire Watson
Claire Watson (* 3. Februar 1924 in New York; † 16. Juli 1986 in Utting a.Ammersee) war eine US-amerikanische Opernsängerin (Sopran). Ihre Domäne waren die lyrischen Sopranpartien von Mozart, Strauss und Verdi.

## Leben
Watson studierte an der Eastman School of Music in Rochester. In den 1950er Jahren begann sie ihre Karriere an der Oper Frankfurt. Von 1958 bis 1976 war sie Mitglied der Bayerischen Staatsoper, wo sie unter anderem die Elisabeth in Richard Wagners Tannhäuser und die Tatjana in Tschaikowskis Eugen Onegin gab. Gastengagements führten sie auch an die Wiener Staatsoper, nach Bayreuth und nach Covent Garden. Mit der Rolle der Feldmarschallin in Richard Strauss’ Rosenkavalier gab sie 1979 in München ihren Abschied von der Bühne.
Watson war mit dem Kammersänger David Thaw verheiratet. Sie starb im Alter von 62 Jahren an einem Gehirntumor. Ihr Grab findet sich auf dem Dorffriedhof von Holzhausen nahe Utting. Im Münchener Stadtteil Neuhausen-Nymphenburg wurde eine Straße nach der Sängerin benannt.